# Ponticola eurycephalus
A Ponticola eurycephalus a csontos halak (Osteichthyes) főosztályának a sugarasúszójú halak (Actinopterygii) osztályába, ezen belül a sügéralakúak (Perciformes) rendjébe, a gébfélék (Gobiidae) családjába és a Benthophilinae alcsaládjába tartozó faj.

## Előfordulása
A Ponticola eurycephalus európai gébféle. Előfordulási területe a Fekete- és az Azovi-tengerek partjainál van, Bulgáriától kezdve, egészen az ukrajnai Krím félszigetig. Csak a Duna-deltában található meg az édesvízi állománya.

## Megjelenése
Ez a gébféle legfeljebb 20 centiméter hosszú. Tarkóján és hátának elülső részén nagyobbak a pikkelyek. Egy hosszanti sorban 58-70 pikkely van. Pofája 1,3-1,5-ször hosszabb, mint szemének az átmérője. Az első hátúszóján nincs fekete folt.

## Életmódja
Ez a mérsékelt övi hal, főleg sós- és brakkvízben él (kivéve a duna-deltai állományt). A 4-20 Celsius-fokos hőmérsékletet kedveli. Fenéklakó halként, a Ponticola eurycephalus a kavicsos, törmelékes aljzatot keresi, de a vízbe dőlt fák nyújtotta védelmet sem veti el. Tápláléka főleg rákokból áll.

## Szaporodása
Kétévesen válik ivaréretté. Az ívási időszaka decembertől áprilisig tart. Ez idő alatt, a nőstény többször is ívhat.

## Képek

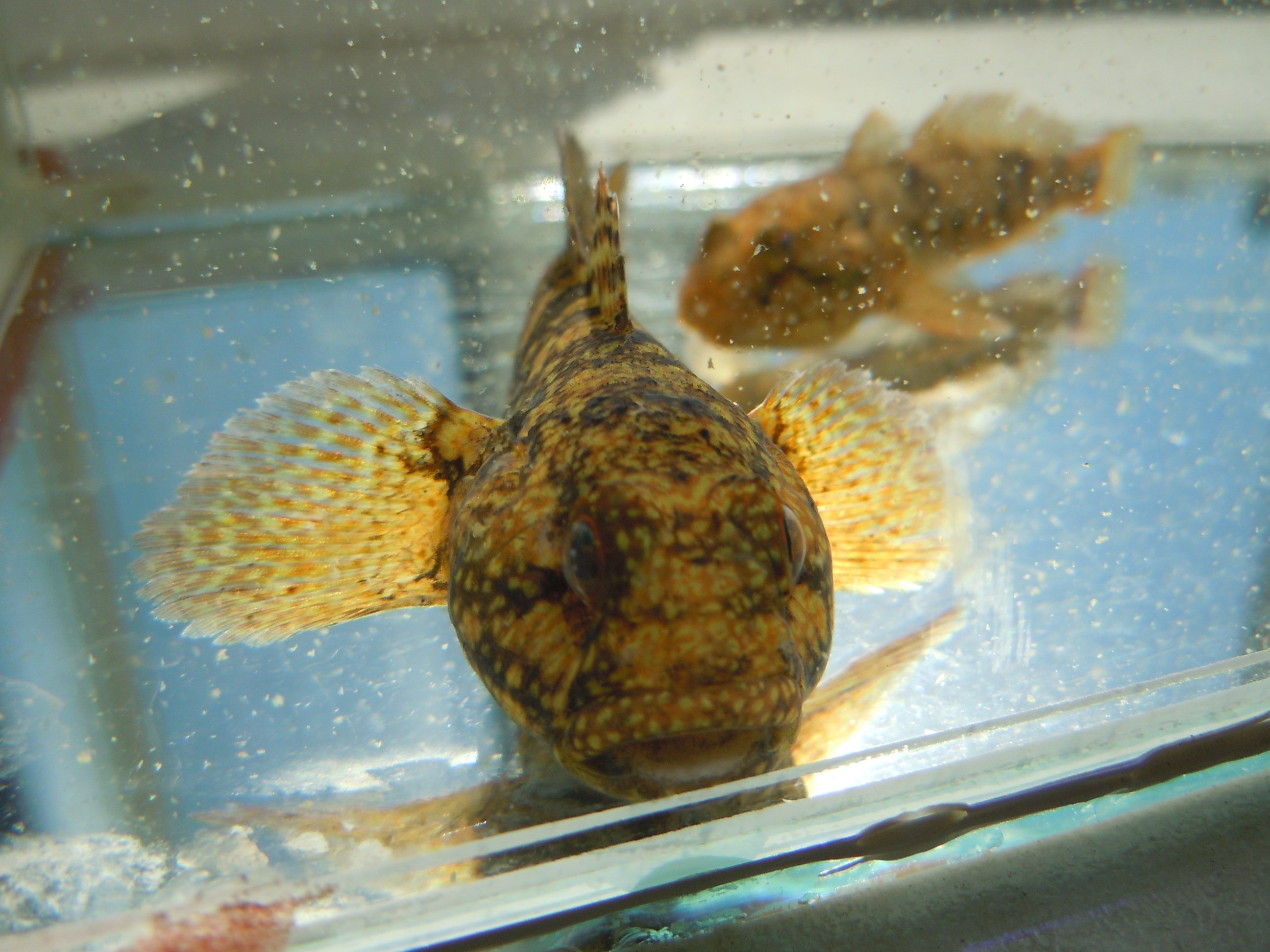
Szemből,
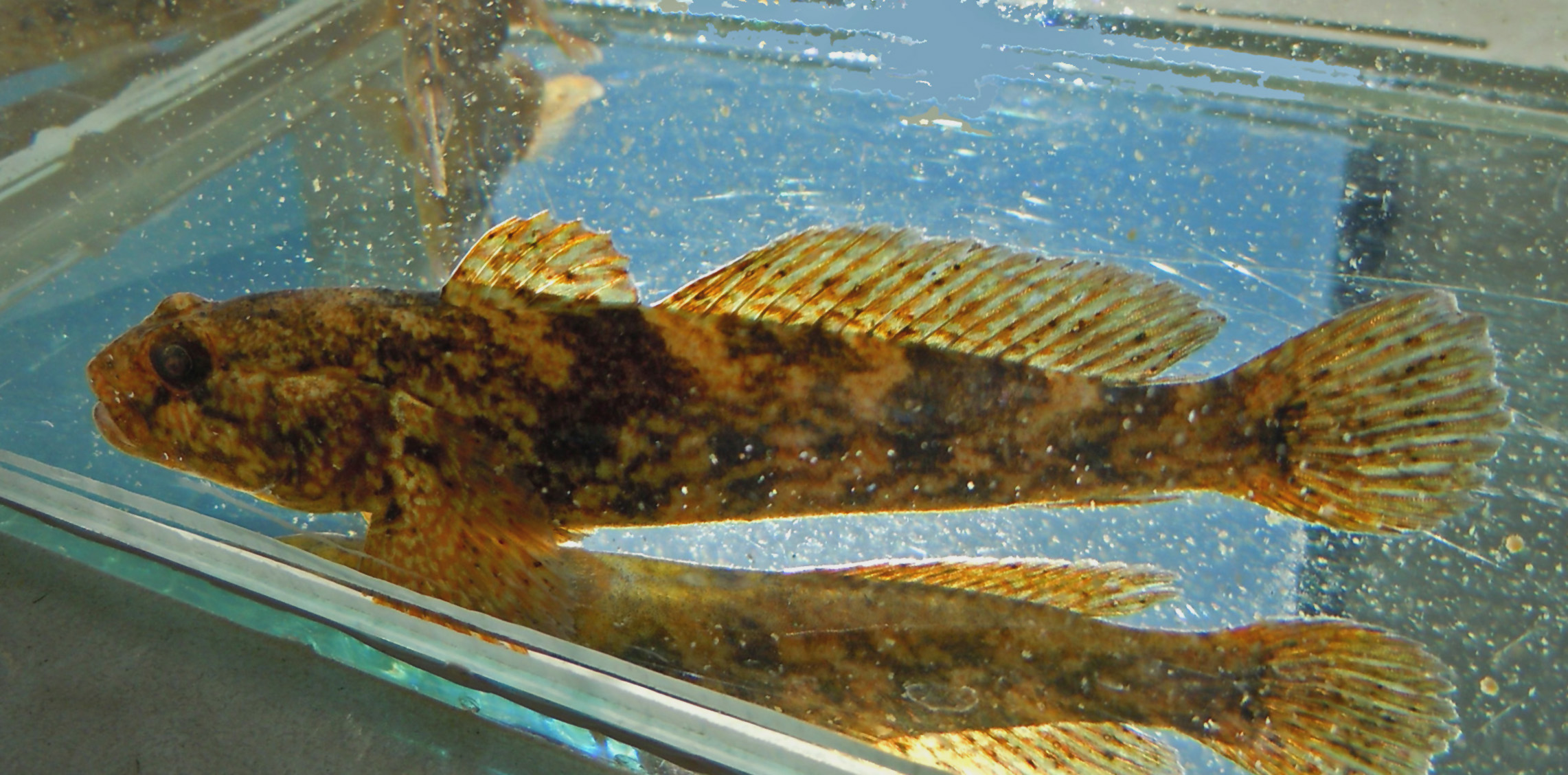
oldalról
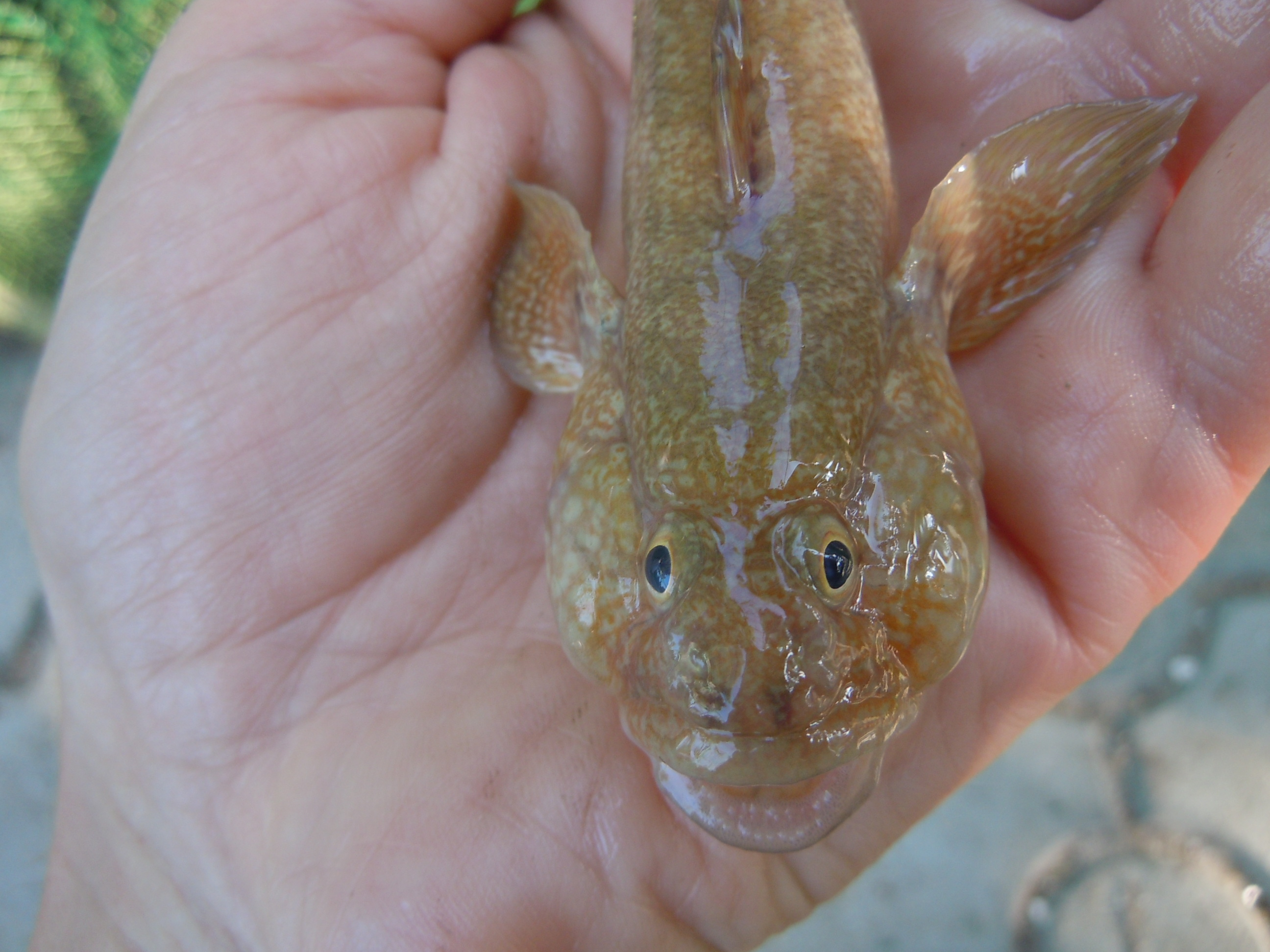
és felülről
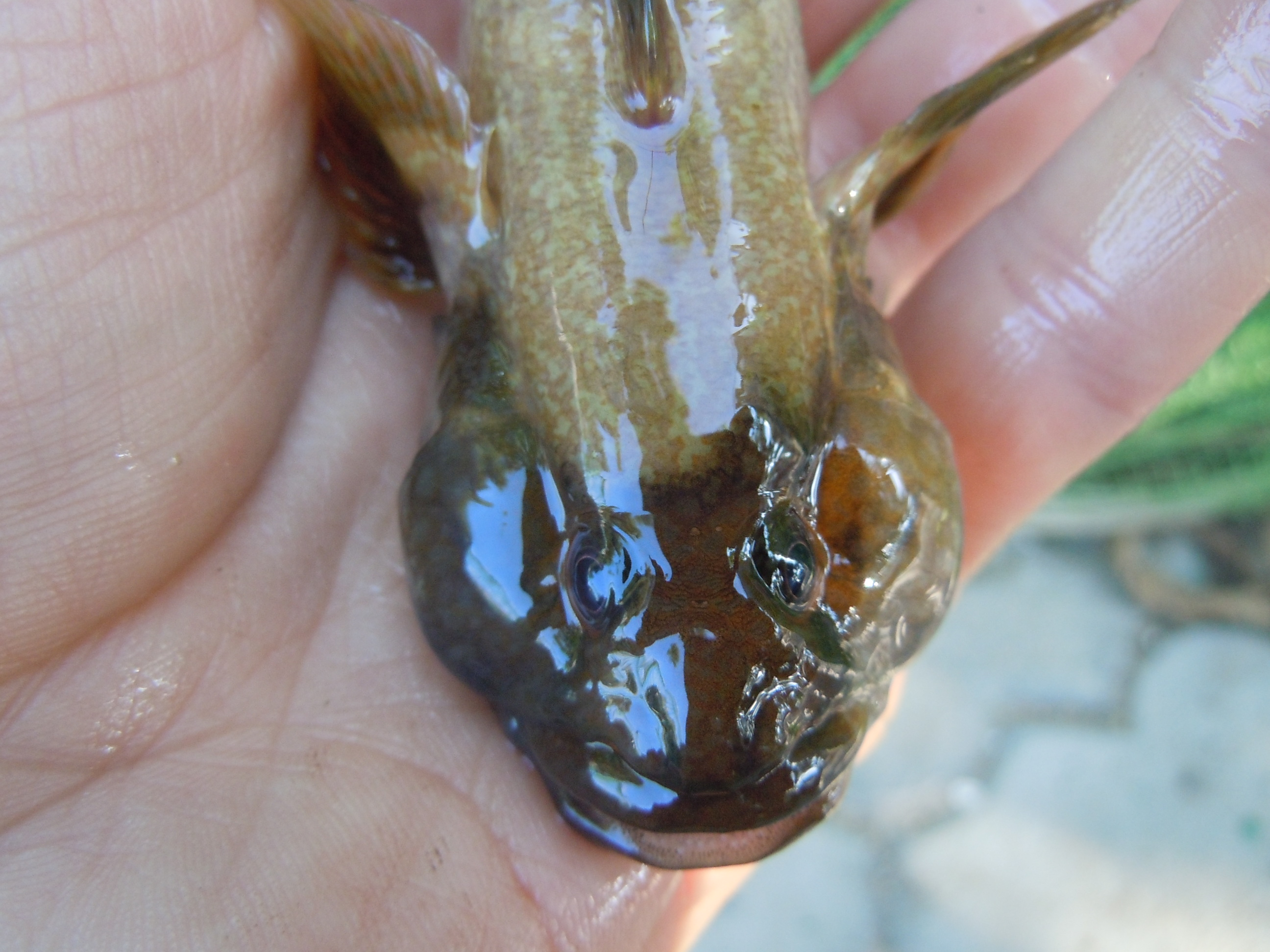
A feje
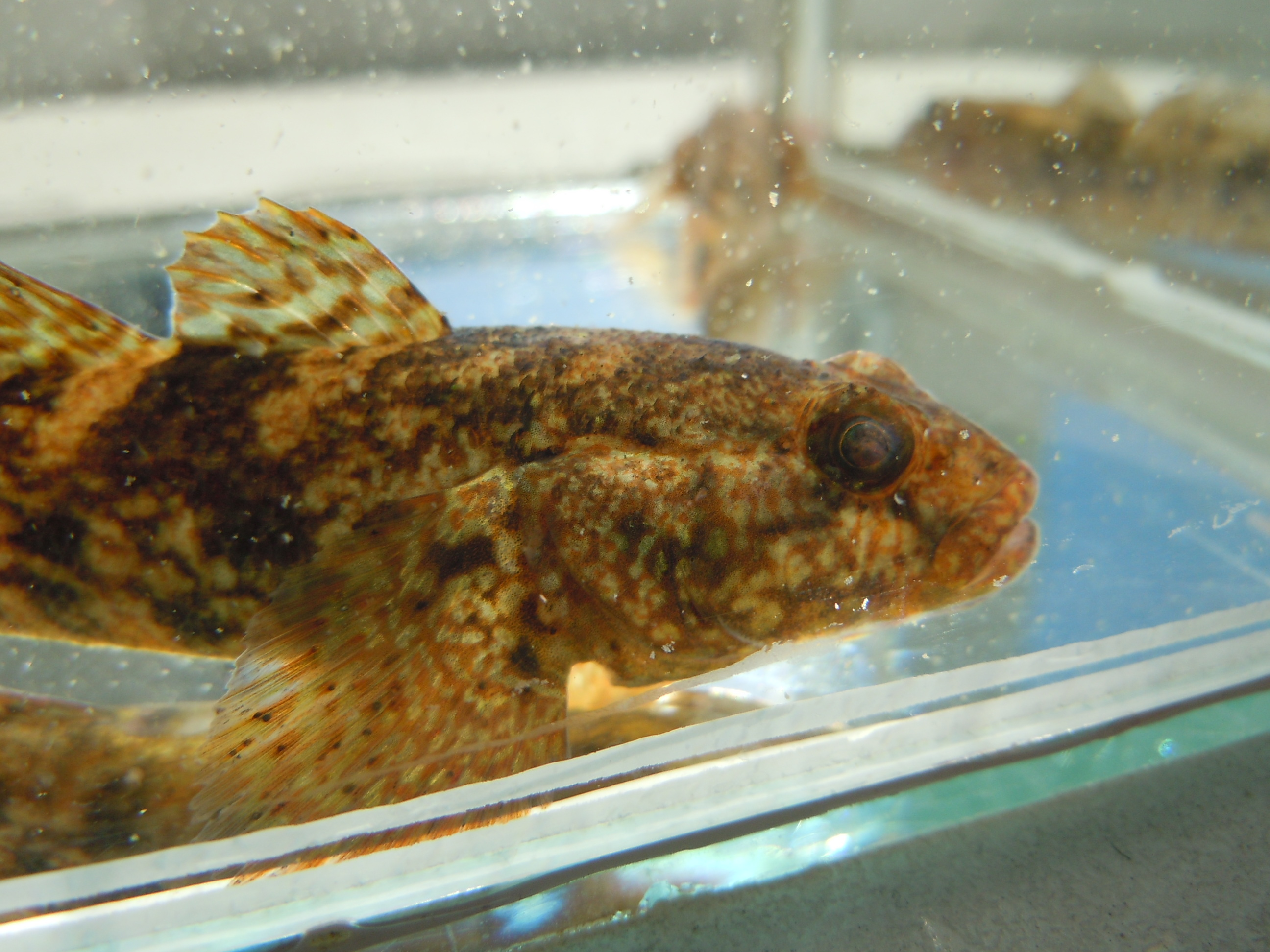
Portré